# Heterotricha novaezealandiae
Heterotricha novaezealandiae är en tvåvingeart som beskrevs av Tonnoir 1927. Heterotricha novaezealandiae ingår i släktet Heterotricha och familjen slemrörsmyggor. Inga underarter finns listade i Catalogue of Life.